# José María Morelos y Pavón, Martínez de la Torre
José María Morelos y Pavón är en ort i Mexiko.   Den ligger i kommunen Martínez de la Torre och delstaten Veracruz, i den sydöstra delen av landet, 230 km öster om huvudstaden Mexico City. José María Morelos y Pavón ligger 71 meter över havet och antalet invånare är 465.
Terrängen runt José María Morelos y Pavón är platt. Runt José María Morelos y Pavón är det ganska tätbefolkat, med 230 invånare per kvadratkilometer. Närmaste större samhälle är Martínez de la Torre, 12,9 km söder om José María Morelos y Pavón. Omgivningarna runt José María Morelos y Pavón är en mosaik av jordbruksmark och naturlig växtlighet.